# Blanca Espuma
Blanca Espuma är en ort i Mexiko.   Den ligger i kommunen Tlacolulan och delstaten Veracruz, i den sydöstra delen av landet, 220 km öster om huvudstaden Mexico City. Blanca Espuma ligger 2 192 meter över havet och antalet invånare är 289.
Terrängen runt Blanca Espuma är kuperad åt sydost, men åt nordväst är den bergig. Runt Blanca Espuma är det ganska tätbefolkat, med 172 invånare per kvadratkilometer. Närmaste större samhälle är Banderilla, 17,5 km sydost om Blanca Espuma. I omgivningarna runt Blanca Espuma växer huvudsakligen savannskog.